# Sarturano
Sarturano è una frazione del comune italiano di Agazzano, in provincia di Piacenza.
Al censimento del 21 ottobre 2001 contava 85 abitanti.

## Geografia fisica
Il centro abitato è sito a 132 m s.l.m. in una zona collinare, sulla sponda sinistra del torrente Luretta, nei pressi di un rivo omonimo

## Storia
La zona di Sarturano è abitata fin dall'epoca romana, come testimoniato dal ritrovamento di sepolture ed altri oggetti. Nel 218 a.C. Sarturano è probabilmente sede dell'accampamento cartaginese durante la battaglia della Trebbia in cui le forze cartaginesi al comando di Annibale sconfiggono le truppe romane guidate dal console Tiberio Sempronio Longo.
Il centro di Sarturano viene menzionato per la prima volta in un atto risalente al 967 in cui Giovanni, abate del monastero di San Simpliciano di Milano cedeva i beni di proprietà del monastero situati nella zona di Sarturano a un membro del clero piacentino, anch'esso chiamato Giovanni.
Nel 1147 un certo Ruggerio da Sarturano è console della città di Piacenza, carica ricoperta nel 1195 da un certo Roglerio, anch'esso originario di Sarturano.
In data imprecisata, intorno al trecento, viene edificato il castello, che nel 1385 è di proprietà di un certo Eustachio Fulgosio. Nel 1412 Bartolomeo e Filippo Arcelli ottengono dal duca di Milano Filippo Maria Visconti il feudo sul castello di Sarturano, oltreché su altri manieri vicini. Nonostante ciò, la famiglia Fulgosio riesce a mantenere il castello tra i suoi beni.
Alla morte di Taddea, ultimo erede della famiglia Fulgosio, il fortilizio passa alla famiglia Cigala che ne mantenne la proprietà fino al settecento, quando il maniero subisce profonde modifiche volte a trasformarlo in villa signorile.

## Monumenti e luoghi d'interesse
- Castello di Sarturano: l'edificio, dalla data di costruzione incerta, presenta una struttura a forma di trapezio caratterizzato dalla presenza di torri quadrate agli angoli e era, in origine, circondato da un fossato. La parte bassa della costruzione è in ciottoli, mentre quella alta in mattoni. L'edificio è stato pesantemente rimaneggiato nel settecento trasformandolo in una villa signorile. Gli unici elementi superstiti del castello medievale si trovano sul lato nord-ovest dell'edificio dove è presente un duplice ingresso con ponte levatoio[8].
- Chiesa dei santi Nazzaro e Celso: costruita alla fine del seicento su una preesistente cappella rinascimentale, presenta una facciata a capanna caratterizzata da due ordini, tripartita e rinserrata agli angoli da lesene: quelle del primo ordine doriche e quelle del secondo ordine ionico. Sul fronte sinistro si trovano il battistero, più basso rispetto al resto dell'edificio, la canonica e una cappella votiva, mentre sul lato destro sono presenti una cappella votiva e la sagrestia. La torre campanaria è situata alla sinistra dell'edificio e presenta una pianta di forma quadrata con specchi su tutti i lati a tutta altezza[9].

## Società

### Religione
Il centro abitato è sede di una parrocchia della diocesi di Piacenza-Bobbio.